# Antonio Consetti
Antonio Consetti, né le 20 février 1686 à Modène et mort le 23 janvier 1766 dans la même ville, est un peintre rococo italien du XVIIIe siècle actif à Modène.

## Biographie
Antonio Consetti nait à Modène en 1686 et est le fils du peintre Jacopino Consetti. Il a notamment exposé à la Galleria Estense deux peintures, Vierge du Rosaire avec saint Dominique et Saint Joseph et Anges, et sa peinture Vierge à l'Enfant avec sainte Rose de Viterbe a été exposée au Musée civique de Modène après sa mort. Il s'est spécialisé dans la peinture religieuse. Il a décoré avec Pellegrino Spaggiari la voûte de la Sala dei Cardinali du Collège San Carlo de Modène (it). Après un temps passé hors de sa ville natale, il retourne à Modène en 1722 pour y fonder une académie de dessin. Parmi ses élèves figurent les peintres Pietro Boselli, actif à Rome, Silvio Barbini, établi à Modène, et Alessandro Bruggiati.

## Œuvres
Liste non-exhaustive de ses œuvres :
- San Possidonio protettore della Mirandola, huile sur toile, XVIIIe siècle, Oratoire du Saint Sacrement de Mirandola (it).

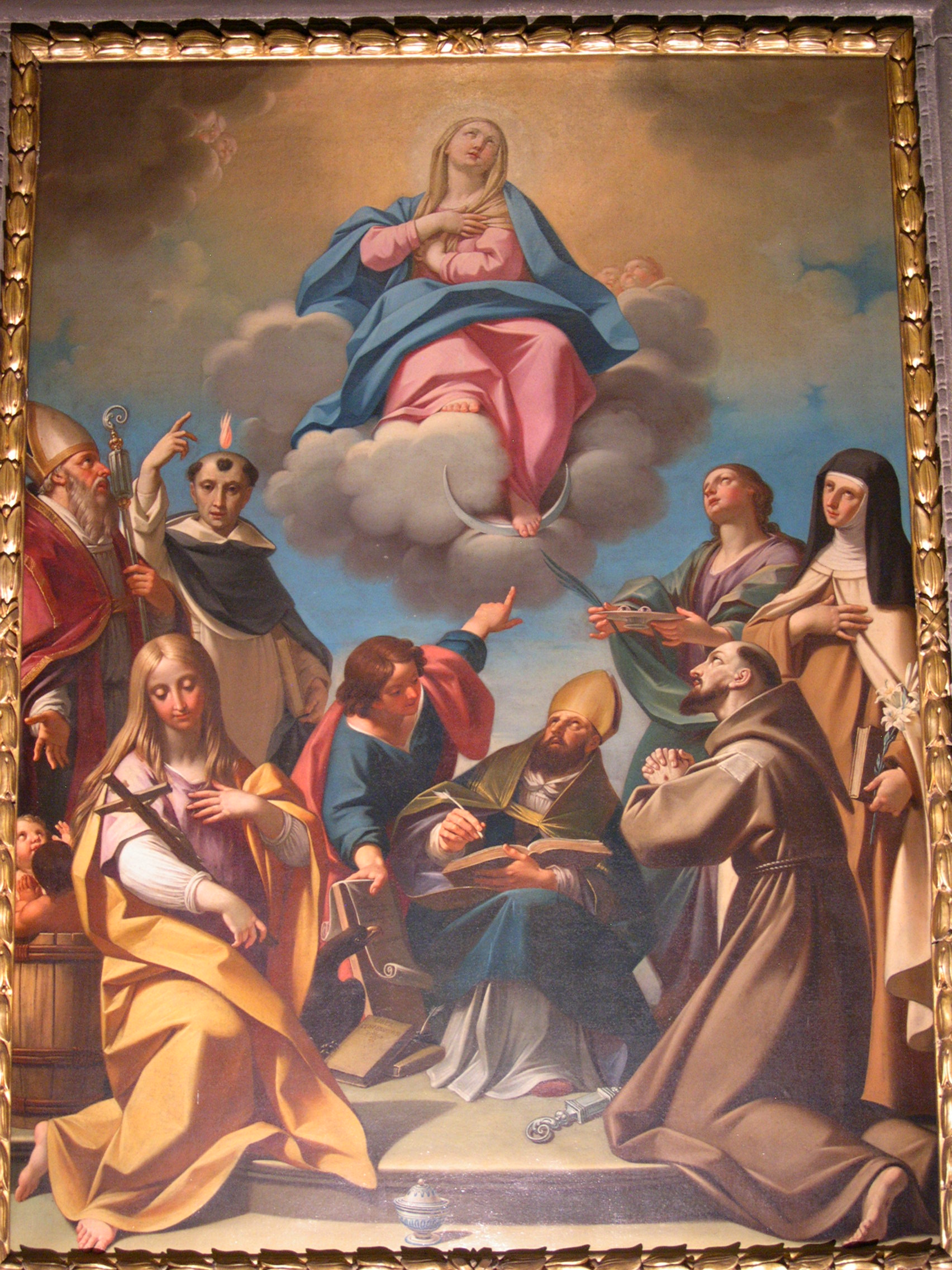
Altare Immacolata XVIIIe siècle.
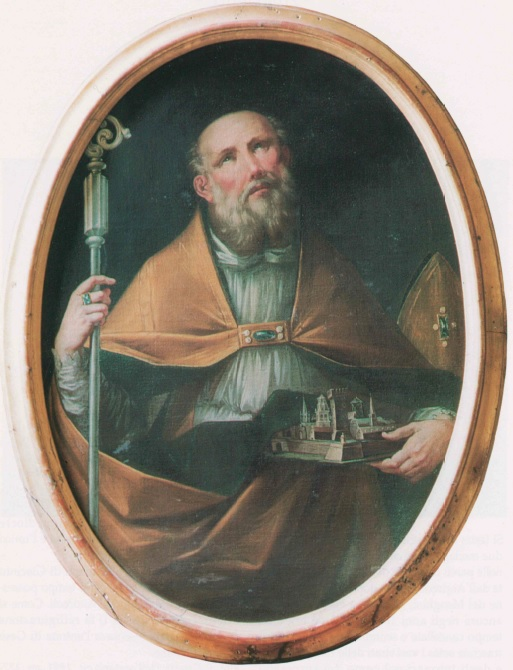
San Possidonio protettore della MirandolaXVIIIe siècle.
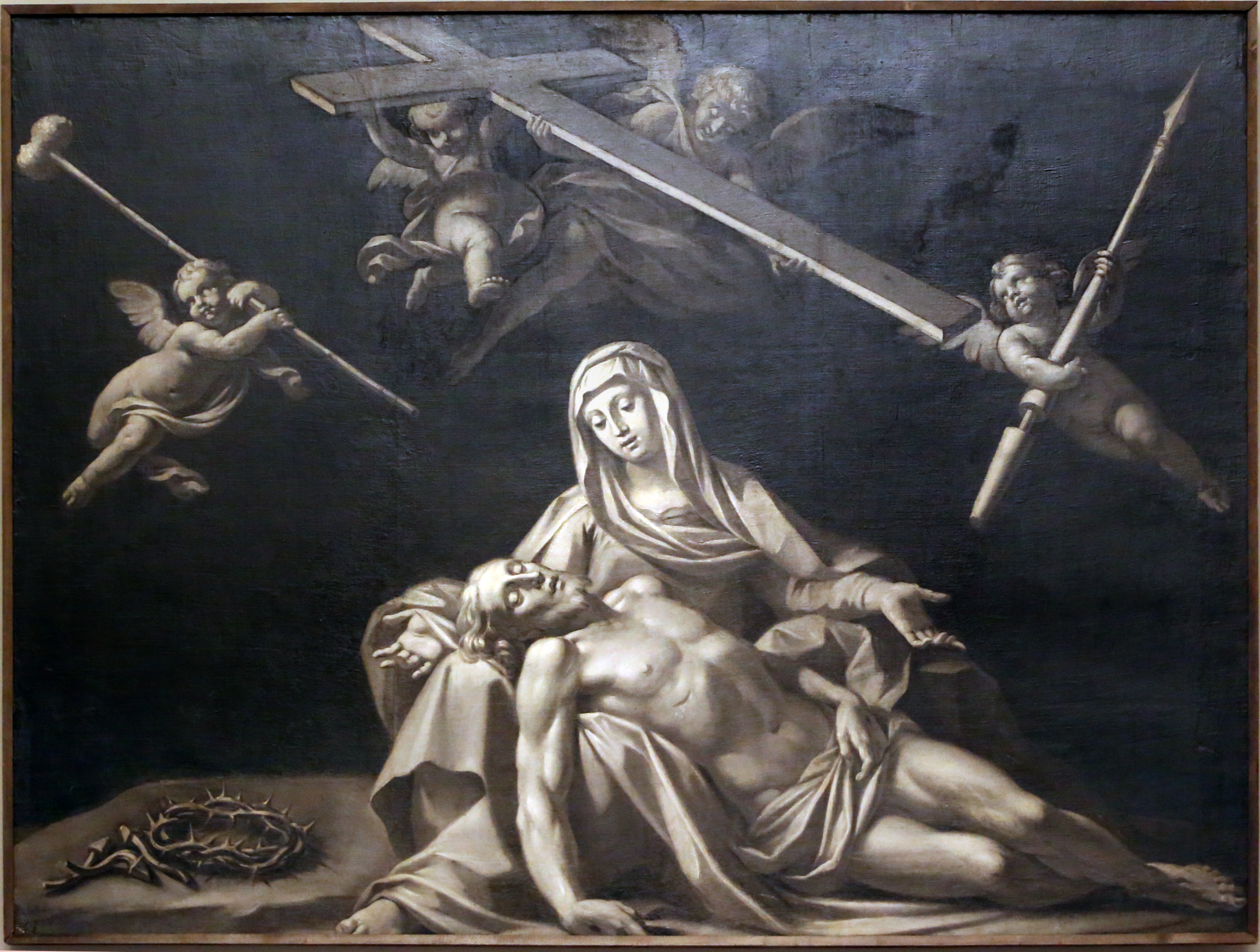
Pietà e angeli coi simboli della passione (attribué à Antonio Consetti)entre 1700 et 1750.